# 松本幸四郎 (10代目)
十代目 松本 幸四郎（じゅうだいめ まつもと こうしろう、1973年〈昭和48年〉1月8日 - ）は、歌舞伎役者、日本の俳優。屋号は高麗屋。定紋は浮線蝶、替紋は四ツ花菱。歌舞伎名跡「松本幸四郎」の当代。日本舞踊松本流の三世家元を兼ねる。東京都港区出身。身長175cm、体重80kg、血液型AB型。本名は藤間 照薫（ふじま てるまさ）。松竹エンタテインメント業務提携。

## 概要
豊かな演技力で古典から復活狂言、上方歌舞伎から新作歌舞伎まで挑戦し、二枚目から実悪、色悪、女方までつとめる。また、父と同じ、万能型であり『アマデウス』や劇団☆新感線の舞台など、歌舞伎以外の演劇でも幅広い活躍を見せ、テレビ俳優としても知られる。
2003年に、高校時代からの友人である関園子と結婚。2005年に長男の齋（いつき）、2007年には長女の薫子（かおるこ）が生まれている。2009年に長男・齋は四代目松本金太郎を襲名して歌舞伎座で初舞台を踏み、2012年には長女・薫子が芸名・松田美瑠（まつだ みる）として舞踊の初舞台を踏んだ。
美瑠の初舞台の公演（日本舞踊松本流「第十回松鸚会」宗家松本幸四郎古希記念舞踊公演、東京・国立劇場大劇場、2012年8月）で、舞踊劇に出演中の染五郎が舞台の迫（せり）から奈落に転落し、右手首複雑骨折などの大けがを負った。この負傷により、しばらく休業を余儀なくされたが、同年10月には復帰会見を行い、翌2013年2月に日生劇場で行われた2月公演で歌舞伎舞台に復帰した。
2016年12月、2018年1月に父が隠居名・「松本白鸚」を二代目として襲名することに伴い、自らも高麗屋の当主名・「松本幸四郎」を十代目として襲名し、同時に長男に染五郎の名を譲ることを発表した。
2018年1月2日、高麗屋三代襲名披露公演『壽 初春大歌舞伎』（歌舞伎座）初日にて、十代目松本幸四郎を襲名した。
2020年3月12日、2024年5月に公開予定の映画『鬼平犯科帳』（監督・杉田成道）で、主役の長谷川平蔵役に抜擢されたことが発表された。祖父、八代目松本幸四郎（初代松本白鸚）のテレビでの当たり役であり、叔父である二代目中村吉右衛門も28年間にわたり演じた「鬼平」を継承、ということになり、祖父から数えると五代目鬼平となる。
新型コロナウイルスの流行により劇場での歌舞伎公演が2020年2月公演以降中止になった際には、2020年6月から「図夢歌舞伎」を製作・配信し話題となった。

## 年譜
- 1973年1月  - 六代目市川染五郎（当時の芸名）の長男として東京都に生まれる。姉は松本紀保、妹は松たか子。叔父は二代目中村吉右衛門
- 1978年12月 - 父が主演したNHK大河ドラマ 『黄金の日日』の最終回に子役で出演。
- 1979年3月 - 歌舞伎座 『侠客春雨傘』で三代目松本金太郎を襲名して初舞台。
- 1981年10月 - 歌舞伎座 『仮名手本忠臣蔵』七段目の大星力弥ほかで七代目市川染五郎を襲名[14]。
- 1991年 - 暁星高校卒業後國學院大學文学部日本文学科入学（のち中退）。

- 2003年11月 - 高校時代からの友人・関園子と結婚。
- 2005年3月 - 長男・藤間齋（ふじま いつき）誕生。
- 2007年2月 - 長女・藤間薫子（ふじま かおるこ）誕生。
- 2007年6月 - 歌舞伎座『侠客春雨傘』で藤間齋が初お目見え。父・九代目幸四郎と共に高麗屋三代の顔見世。
- 2009年6月 - 歌舞伎座『門出祝寿連獅子』で齋が四代目松本金太郎を襲名して初舞台。
- 2012年8月27日 - 国立劇場『第十回松鸚会 宗家松本幸四郎古希記念舞踊公演』にて、長女・薫子が芸名・松田美瑠（まつだ みる）としてデビューした。この舞台での共演の途中、染五郎が舞台の迫から奈落に転落し重傷を負う[15]。
- 2015年7月 - 歌舞伎NEXT、始動。
- 2015年8月 - ラスベガス・ベラージオの噴水にて"Koi-Tsukami"を上演。
- 2016年5月 - ラスベガスにて『獅子王 SHI-SHI-O』を上演。
- 2016年12月8日 - 十代目松本幸四郎襲名を発表[9]。
- 2018年1月2日 - 歌舞伎座『壽 初春大歌舞伎』にて、松本幸四郎を十代目として襲名[10]。
- 2020年5月29日 - コロナ禍において「歌舞伎家話」第1回を配信（ゲスト：尾上松也）
- 2020年6月 - コロナ禍において「図夢歌舞伎」を製作・配信。
- 2024年 - 五代目長谷川平蔵をつとめる『鬼平犯科帳』放送開始。

## 受賞歴
- 1987年 『大石最後の一日』で眞山青果賞新人賞
- 1989年 『熊野』で眞山青果賞奨励賞
- 1990年 『京人形』で松竹永山会長賞
- 1993年 『おちくぼ物語』『菅原伝授手習鑑・寺子屋』『天衣紛上野初花』（河内山）で歌舞伎座賞
- 1995年 『アマデウス』で松竹永山会長賞
- 1996年 『松壽操り三番叟』で歌舞伎座賞、『将軍頼家』で眞山青果賞奨励賞
- 1999年 『マトリョーシカ』で紀伊国屋演劇賞個人賞
- 2001年 重要無形文化財（総合認定）に認定され、伝統歌舞伎保存会会員となる[16]。
- 2003年 芸術選奨新人賞
- 2005年 『阿修羅城の瞳』『蟬しぐれ』で日本アカデミー賞優秀主演男優賞、報知映画賞主演男優賞、日刊スポーツ映画大賞主演男優賞
- 2015年 第6回 ラティーノ JAPAN賞[17]、浅草芸能大賞奨励賞
- 2020年 日本芸術院賞[18]

## 人物
- 子供の頃のあだ名は「あーちゃん」。現在も中村勘九郎、中村七之助兄弟からは「あーちゃんにぃに」と呼ばれている。
- 子供の頃からザ・ドリフターズのとりこで「土曜日だけは夜9時まで起きていても良くて、8時だョ!全員集合を父も含めて家族全員で見ていました」と語り、「市川染五郎さんに長女が生まれました、8時だよ、全員集合!」といかりや長介が全員集合の冒頭で言ったことを後から知って嫉妬した[19]。
  - 狐忠信役の役者に扮した加藤と黒衣の志村によるコント「吉野山」は市川猿之助と2016年8月に歌舞伎座で上演した「東海道中膝栗毛」の中で逆輸入した[19]という。
- 小学生の頃、壁を相手にした「ひとり野球」をしていたことが有名[20]。自分で6球団を考え、正の字のスコアブックをつけていた。
- 若手の歌舞伎役者を中心とした草野球チームを結成しており、幸四郎は投手を務めている。このチームのメンバーには幸四郎のほか、二代目中村獅童、十一代目市川海老蔵、二代目尾上松也などが名を連ねている。
- 大の巨人ファン。2024年5月6日、劇場版『鬼平犯科帳　血闘』のプロモーションとして巨人・阪神戦（東京ドーム）の始球式に背番号546で登場し、長年の夢を叶えた[21]。
- ゲーム『逆転裁判』にハマり、（謎解きモノにもかかわらず）何度もプレイしていた[22]。
- 10代の頃、仙道敦子のファンクラブに入っており、仙道が鬼平犯科帳で平蔵の妻・久栄を演じた際、撮影所で仙道本人に告白した[23]。
- 堅あげポテト愛好家。好物であることをメディアで度々公言していたところ、CMに起用された。CM起用にあたり“堅あげポテト応援部部長"に就任[24][25]。2024年には幸四郎が主演を演じる「鬼平犯科帳」とコラボレーションした商品も発売された[26]。
- 生牡蠣だけで／砂肝だけでお腹いっぱいになってみたい[27][注釈 1]。
- 2008年（平成20年）には江戸川乱歩の推理小説『人間豹』の歌舞伎化を企画。父・九代琴松（＝九代目幸四郎）演出のもとで『江戸宵闇妖鉤爪（えどの やみ あやしの かぎつめ）』を国立劇場で上演した。原作の時代背景である昭和初期の東京を幕末の江戸に置き換えたこの新作歌舞伎は、2024年には染五郎が神谷芳之助と「人間豹」こと恩田乱学の二役を、幸四郎は隠密廻り同心・明智小五郎をつとめ上演された。

## 出演[28]

### 歌舞伎

#### 主な出演作
- 勧進帳 - 富樫左衛門・武蔵坊弁慶 役
- 菅原伝授手習鑑（車引・寺子屋） - 梅王丸・松王丸・武部源蔵 役
- 一谷嫩軍記（熊谷陣屋） - 直実 役
- 一條大蔵譚 - 一條大蔵長成 役
- 恋飛脚大和往来（封印切・新口村） - 亀屋忠兵衛 役
- 女殺油地獄 - 河内屋与兵衛 役
- 伊勢音頭恋寝刃 - 福岡貢
- 慙紅葉汗顔見世　伊達の十役 - 仁木弾正・絹川与右衛門・赤松満祐・足利頼兼・土手の道哲・高尾太夫・腰元　累・乳母政岡・荒獅子男之助・細川勝元 役
- 染模様恩愛御書（細川の男敵討） - 大川友右衛門 役
- 好色芝紀嶋物語（怪談敷島譚）}[注釈 2] - 傾城敷島・藤代屋十三郎・女房お玉 役

#### 復活上演
- 蝙蝠の安さん（2019年12月、国立劇場）:タイトル・ロール[注釈 3]

#### 新作歌舞伎
- 葉武列土倭錦絵（1991年）[注釈 4] - 葉叢丸・実刈屋姫 役
- 決闘! 高田馬場（PARCO歌舞伎、三谷幸喜作・演出、2006年） - 中山安兵衛・中津川祐範 役
- 大江戸りびんぐでっど（宮藤官九郎作・演出、初演2009年） - 半助 役
- 陰陽師（初演2013年） - 安倍晴明 役
- 幻想神空海（2016年） - 空海 役[29][30]
- 東海道中膝栗毛（四代目市川猿之助演出、2016年・2017年・2022年） - 弥次郎兵衛 役
- 月光露針路日本 風雲児たち（三谷幸喜作・演出、2019年） - 大黒屋光太夫 役
- 江戸宵闇妖鉤爪（初演2008年） - 恩田乱学・神谷芳之助・明智小五郎 役
- 木挽町のあだ討ち（2025年） - 篠田金治 役

#### 歌舞伎NEXT
- 歌舞伎NEXT 阿弖流為（2015年）[31] - 阿弖流為 役[32]

- 歌舞伎NEXT 朧の森に棲む鬼（2024・2025年） - ライ・サダミツ・サダミツ似 役[注釈 5]

### テレビドラマ

#### NHK
- 大河ドラマ
  - 黄金の日日（1978年） - 少年助左 役
  - 八重の桜（2013年） - 孝明天皇 役
- 父の詫び状（1986年） - 吉岡少年 役
- 龍-RON-（1995年） - 押小路龍 役
- 美しき夢追い人達（1995年） - ナレーション
- ヒマラヤの桜 華道家 安達瞳子の夢（1995年） - ナレーション
- 妻は、くノ一（2013年） - 雙星彦馬 役[33]
  - 妻は、くノ一 〜最終章〜（2014年）
- 大富豪同心2（2021年） - 甘利備前守 役
  - 大富豪同心スペシャル（2024年放送予定）[34]

#### 日本テレビ
- 父子鷹（1994年） - 勝麟太郎 役
- フードファイト（2000年） - 坂下陽一 役

#### テレビ朝日
- 大型時代劇スペシャル 忍者がえし水の城（1996年） - 高月彦四郎 役
- 敵は本能寺にあり（2007年）- 明智佐馬助 役
- 陰陽師（2015年） - 安倍晴明 役[35]

#### TBS
- 源氏物語 上の巻・下の巻（1991年） - 冷泉帝 役
- ヨイショの男（2002年） - 白石英二 役
- 猟奇的な彼女（2008年） - 野々村俊介 役
- マイファミリー（2022年4月10日 - 6月12日） - 阿久津晃 役[36][37]

#### テレビ東京
- 新春ワイド時代劇
  - 大忠臣蔵（1989年） - 大石主税 役
  - 竜馬がゆく（2004年） - 坂本竜馬 役
  - 忠臣蔵〜その義その愛（2012年） - 浅野内匠頭 役

#### フジテレビ
- 天皇陛下の野球チーム（1990年） - 摂政宮裕仁親王 役
- 悪霊島（1991年） - 越智竜平（回想） 役
- 学校の怪談 春のたたりスペシャル（1999年）- 吸血鬼 役
- 古畑任三郎3rd season「若旦那の犯罪」（1999年） - 気楽家雅楽 役
- BRAND（2000年） - 神崎宗一郎 役
- ロケットボーイ（2001年） - 田中武徳 役
- 世にも奇妙な物語 春の特別編「株式男」（2001年） - 高桑喜一郎 役
- プライド（2004年） - 池上友則 役
- 鬼平犯科帳スペシャル 引き込み女（2008年） - 井上玄庵 役
- 鬼平犯科帳スペシャル 盗賊婚礼（2011年） - 弥太郎 役

#### 時代劇専門チャンネル
- 鬼平犯科帳 SEASON1 - 長谷川平蔵 役
  - 鬼平犯科帳 本所・桜屋敷（2024年1月8日）[38]
  - 鬼平犯科帳 でくの十蔵（2024年6月8日）[38][39]
  - 鬼平犯科帳 血頭の丹兵衛（2024年7月6日）[38][39]
  - 鬼平犯科帳 老盗の夢（2025年2月8日）[40]
  - 鬼平犯科帳 暗剣白梅香（2025年7月5日〈予定〉）[41]

### 映画
- 遥かなる走路（1980年） - 豊田喜一郎（少年時代） 役
- ラヂオの時間（1997年） - 斎明寺公彦 役
- 四月物語（1998年） - 兄 役
- 恋の門（2004年） - 本屋の店員 役
- 阿修羅城の瞳（2005年） - 病葉出門 役
- 蟬しぐれ（2005年） - 牧文四郎 役
- 今度の日曜日に（2009年） - 松元茂 役
- 相棒シリーズ 鑑識・米沢守の事件簿（2009年） - 天野達之 役
- 天地明察（2012年） - 宮栖川友麿 役
- 仕掛人・藤枝梅安2（2023年） - 長谷川平蔵 役
- 鬼平犯科帳 血闘（2024年5月10日） - 長谷川平蔵 役[38]

### 舞台
- ハムレット（1987年・1989年） - ハムレット（1987年当時は14歳、史上最年少）
- バイ・マイセルフ
- マトリョーシカ
- アマデウス - モーツァルト 役
- 阿修羅城の瞳 BLOOD GETS IN YOUR EYES 再演・再々演（2000年・2003年） - 病葉出門 役
- アテルイ（2002年） - アテルイ 役
- 髑髏城の七人〜アオドクロ（2004年） - 玉ころがしの捨之介 / 天魔王 役
- 朧の森に棲む鬼（2007年） - ライ 役
- 女教師は二度抱かれた（2008年） - 天久六郎 役
- 鬼平犯科帳 音楽朗読劇（2025年公演予定）[42]

### 劇場アニメ
- ポケモン・ザ・ムービーXY&Z ボルケニオンと機巧のマギアナ（2016年） - ボルケニオン 役

### ゲーム
- 決戦II（2001年） - 諸葛亮孔明 役

### 教育番組
- からだであそぼ（2006年、NHK教育）
- 謎解き!江戸のススメ（2012年4月 - 9月、BS-TBS）

### バラエティ
- 松本幸四郎が沼る!!（2022年4月1日 - 2024年3月22日、BS松竹東急） - MC
- ゲームゲノム 第3回『逆転はミステリー 〜逆転裁判〜』（2022年10月19日、NHK総合） - ゲスト[注釈 6]

### ラジオ
- 邦楽ジョッキー（1992年4月 - 1995年3月、NHK-FM）
- 松本幸四郎の鬼平ラジオ（2024年、KBS京都）

### CM
- 三井不動産（2017年） - 三井不動産ストーリー「福徳の森で」編 初代市川染五郎と一人二役
- カルビー「堅あげポテト」（2020年 - ）

## 画像

よつからはなびし 四つ唐花菱